# キリノ州
キリノ州（キリノしゅう、Province of Quirino）は、フィリピン北部ルソン島にある州で、カガヤン・バレー地方（Cagayan Valley, Region II）に属している。1966年6月18日、ヌエヴァ・ヴィスカヤ州から分かれて新設され、第6代大統領エルピディオ・キリノから名付けられた。南にヌエヴァ・ヴィスカヤ州、北にイサベラ州、東に中部ルソン地方のアウロラ州と接する内陸州である。面積は3,057.2km2、人口は188,991人（2015年）、州都は地方自治体の1つであるカバロギス（Cabarroguis）で、この州内には都市はない。